# Маргарита Курто
Маргарита Курто (англ. Marguerite Gabrielle Courtot; (*20 серпня 1897, Нью-Джерсі — †28 травня 1986) — американська акторка німого кіно.
Народилася в Нью-Джерсі в французькій сім'ї. Скоро вона стала дитячою моделлю і у 1912 році, коли їй ще не виповнилося навіть 15 років, вступила до компанії «Келем», де знялася у кількох фільмах.